# Дас, Гопабандху
Гопабандху Дас известный как Уткаламани (досл.: «Жемчужина Уткала» или Одиши); 9 октября 1877, Пури,  Британская Индия — 17 июня 1928) — индийский политик и общественный деятель, социальный реформатор, поэт, журналист, редактор, эссеист, философ.

## Биография

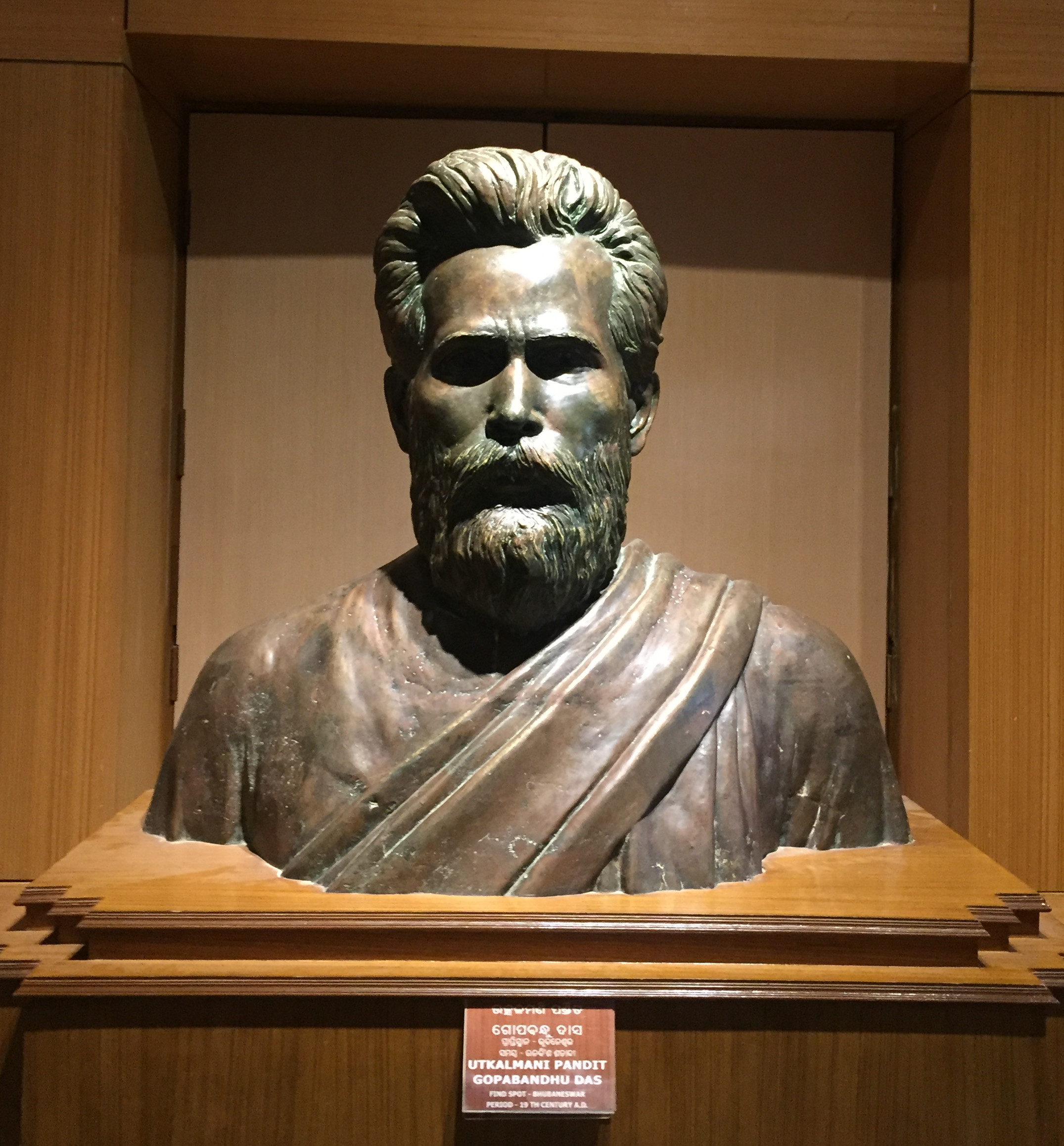
Бюст Гопабандху Даса в Государственном музее Одиши

Родился в семье брахмана. Его мать умерла во время рождения сына. Воспитывался бабушкой по материнской линии.

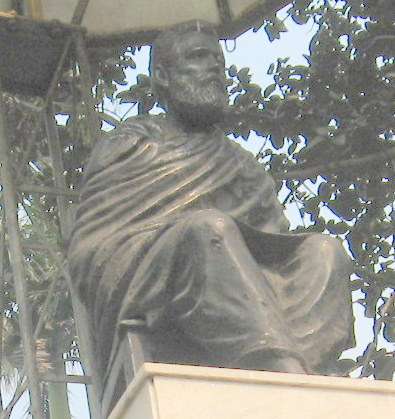
Памятник в Калькутте

С 1899 года учился в колледже Рэйвеншоу, до 1906 года изучал право в унивеситете Калькутты. Позже, занялся адвокатской практикой в Пури. После смерти жены у него остались сын и две дочери, и он решил больше не жениться и посвятил себя общественной и политической работе.
В 1909 году основал среднюю английскую школу в Сахигопале недалеко от Пури, которая стала в то время известным центром образования, политической мысли, литературы, социальной и национальной деятельности. В 1921 году, после присоединя педагогов школы к Движению отказа от сотрудничества, вызвав гнев британского правительства, стала национальной школой и была окончательно закрыта в 1926 году.
Когда началось Движение несотрудничества, вступил в Индийский национальный конгресс.
Был президентом Индийскиого Национального конгресса провинции Орисса. Являлся проводником индийского национализма в Ориссе. Продвигал движение отказа от сотрудничества в Ориссе, возглавляемое Ганди, и укреплял организацию Конгресса. В 1921 году был арестован за статью в еженедельнике «Самадж». В 1922 году его снова приговорили к двум годам заключения за участие в движении отказа от сотрудничества. Находясь в тюрьме, написал два тома стихов.
Боролся за отмену налога на добычу соли. Создал организацию по обучению санскриту в Ориссе. Будучи членом Законодательного собрания, оказал значительную помощь жертвам наводнения и засухи.

## Избранные публикации
- Karakabita
- Bandira Atmakatha
- «Dhramapada». OCLC 1126286052.
- Abakasa-cinta. OCLC 499633975.
- Correspondence of Pandit Gopabandhu. ISBN 978-81-87982-77-7. OCLC 904902700.
- Gopabandhu racanābaḷī: Śikshā